# Es ist Juli
Es ist Juli é o álbum de estreia da banda alemã de pop rock Juli. Lançado em 20 de setembro de 2004 pela Island Records. O posicionou no European Top 100 Albums e no European Hot 100 Singles com o single "Geile Zeit".

## Faixas
1. "Warum" - 4:27[3]
2. "Sterne" - 3:46
3. "Geile Zeit" - 4:05
4. "Tage wie dieser" - 3:44
5. "Tränenschwer" - 6:53
6. "Perfekte Welle" - 4:35
7. "Regen und Meer" - 4:45
8. "November" - 3:56
9. "Anders" - 5:17
10. "Kurz vor der Sonne" - 5:15
11. "Ich verschwinde" - 3:59
12. "Wenn du lachst" - 3:33

## Formação
- Eva Briegel - Vocal
- Simon Triebel - Guitarra
- Marcel Römer - Bateria
- Andreas "Dedi" Herde - Baixo
- Jonas Pfetzing - Guitarra[4]